# Organització territorial de l'Imperi Otomà

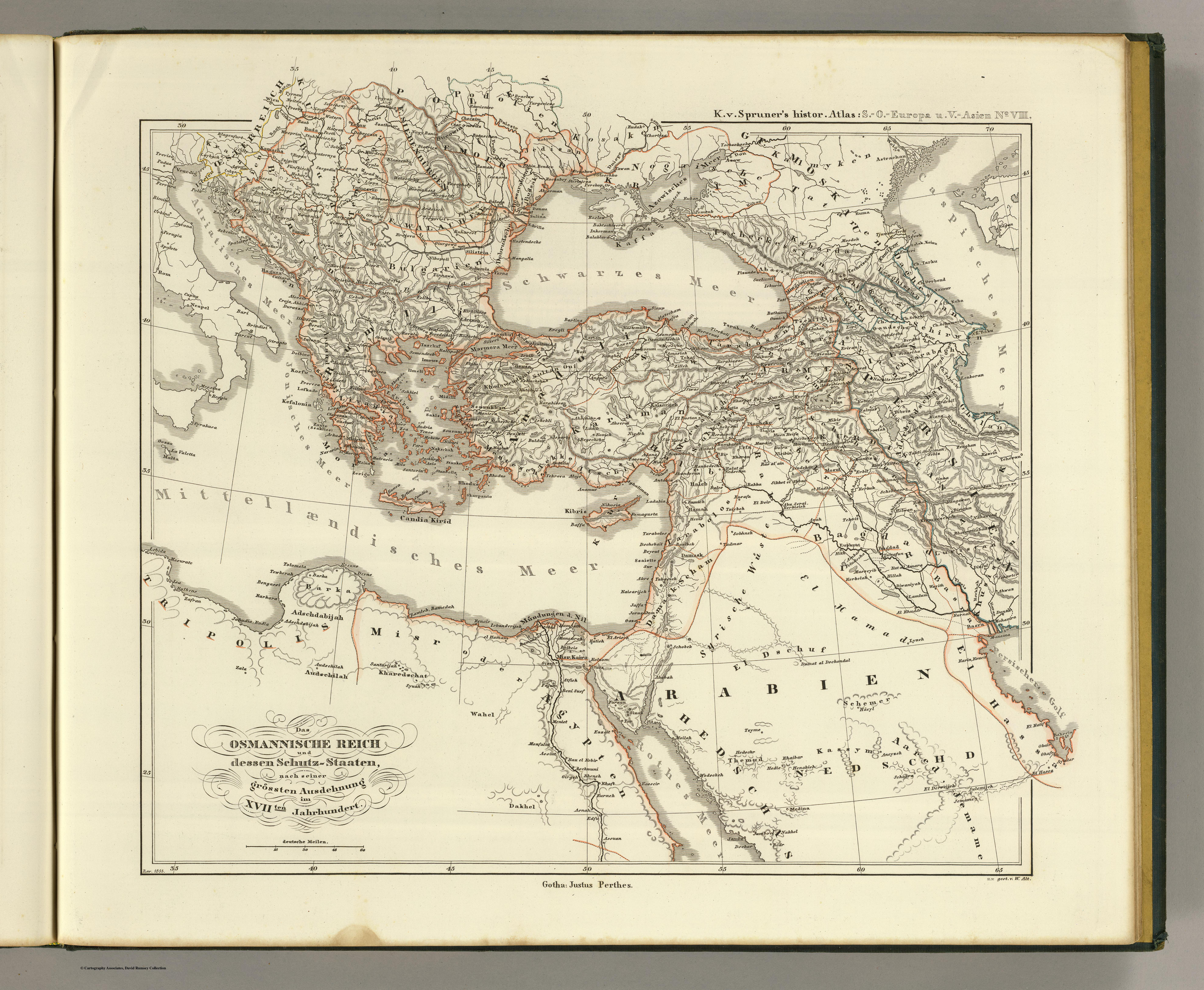
Mapa de l'Imperi Otomà de 1855. El títol original és Das osmannische Reich, XVIIten Jahrhundert, obra del cartògraf alemany Karl Spruner von Merz (1803-1892).

L'organització territorial de l'Imperi Otomà és el conjunt de les diferents divisions administratives en què es va organitzar estatalment l'Imperi Otomà, de la qual n'estan exclosos els diferents tipus d'estats vassalls i tributaris.
L'Imperi Otomà fou subdividit per primera vegada en províncies, en el sentit d'unitats territorials fixes amb governadors nomenats pel sultà o Gran visir, a la fi del segle xiv. El beglerbegi o governador de cada província era nomenat pel govern central. Els sandjaks es regien per sandjak - beis (sancakbeyi), seleccionats entre els alts graus militars pel govern central. Els beglerbegis tenien autoritat sobre tots els sandjak-beis d'una regió. Els kaza eren una subdivisió dels sandjak i es referien a la circumscripció administrativa bàsica, regida per un cadi.
Es considera extremadament difícil definir el nombre i els límits exactes de les províncies i dominis otomans, ja que les seves fronteres canviaven de manera constant. Fins al període Tanzimat, les fronteres de les unitats administratives variaven, reflectint les estratègies canviants dels otomans, l'aparició de noves amenaces a la regió, i el sorgiment de poderosos ayan. Totes les subdivisions eren molt desiguals quant a superfície i població, i la presència de nombroses tribus nòmades va contribuir a l'extrema variabilitat de les xifres de població.

## Llista de tipus
En català, les subdivisions otomanes es coneixen amb una gran varietat de termes turcs (vilayat, eyalat, beylerbeylik, sandjak, nahiye, kaza, etc.) encara que sovint s'eviten en favor de denominacions més familiars amb la cultura europea (com ara «província» o «governació», «comtat», «districte») que es perceben més properes que les originals turques. Aquestes traduccions, però, rarament són coincidents en les obres de diferents autors.
| Turc           | Català                           | Etimologia          | Cap                            | Notes                                                                        |
| -------------- | -------------------------------- | ------------------- | ------------------------------ | ---------------------------------------------------------------------------- |
| vilayet        | província, departament           | de l'àrab wilaya    | valí                           | Establert: 21 de gener del 1867, reemplaça els eyalets                       |
| eyalet         | província                        |                     |                                | reemplaçà els beylerbeylik, a partir de 1590                                 |
| beylerbeylik   |                                  |                     | beylerbey                      |                                                                              |
| sancak (liva)  | sanjak, districte                |                     | sanjakbey/mutasarrifs          | principalment subdivisió d'eyalet o vilayet, però també sanjaks independents |
| kaza           | jurisdicció, subdistricte, cantó |                     | cadi (fins al 1839) / caimacan | després del sanjak o mutasarrifat                                            |
| nahiye         | subdistricte, comuna, parròquia  | de l'àrab nàhiya    | caimacan                       | després del kaza                                                             |
| belediye       | municipalitat                    | de l'àrab baladiyya |                                | després del kaza                                                             |
| mutasarrıflığı | mutasarrifate                    |                     | mutasarrıf                     | controlat directament                                                        |
| ağalık         | agaluk                           |                     | agà                            |                                                                              |
| kadılık        | kadiluk                          |                     | cadi                           | de vegades equivalent de kaza                                                |

Els sanjaks fores posteriorment dividits en timars (feus governats pels timariots), kadiluks (l'àrea de responsabilitat d'un jutge o, cadi) i zeamets (també ziam; timars més extensos).

## Organització inicial de l'Imperi Otomà
L'organització inicial es remunta als inicis dels otomans com un estat vassall dels seljúcides (Uç Beyliği) a l'Anatòlia central. L'Imperi Otomà va sorgir en els últims anys sobre una amalgama d'organitzacions polítiques preexistents, conegudes com a gabelles turques en català medieval, nascudes sota el domini de la governant Casa d'Osman.
Aquesta extensió es va basar en l'estructura administrativa ja establerta del sistema seljúcida, en què els governants hereditaris d'aquests territoris eren coneguts com a beis. Aquests beis (líders local), que no van ser eliminats, van continuar governant sota la sobirania dels sultans otomans. El terme bei passà a ser aplicat no només a aquests antics governants, sinó també als nous governadors designats quan els líders locals ja havien estat eliminats.
L'Imperi Otomà era, al principi, subdividit entre els sobirans sandjak i altres sandjaks confiats als fills del sultà otomà. Els sandjaks es regien per sandjakbegis, governadors militars que van rebre una bandera o estendard -un sandjak (significat literal) - del sultà.
A mesura que l'Imperi es va expandir a Europa, va créixer la necessitat de disposar d'un nivell intermedi d'administració i, sota el govern de Murat I (gov. 1359-1389), va ser nomenat un beylerbey («bei de beis») o governador general per supervisar Rumèlia, la part europea de l'imperi. A la fi del segle xiv, també es va establir un beylerbeylik per a Anatòlia, amb la seva capital a Kütahya. Va ser sempre considerat inferior en rang al beylerbey de Rumèlia, ja que grans àrees nominalment sota el seu control van ser lliurades als fills del governant.
Després de l'establiment dels beylerbeyliks, els  sandjaks es van convertir en el segon ordre de divisió administrativa, encara que van seguir sent de primer ordre en determinades circumstàncies, com en les zones recentment conquistades que encara no havien estat assignades a un beylerbey. A més dels seus deures com a governadors generals, els beylerbeys eren els comandants de totes les tropes en la seva província.

## Unitats administratives de primer nivell

Eyalets el 1609

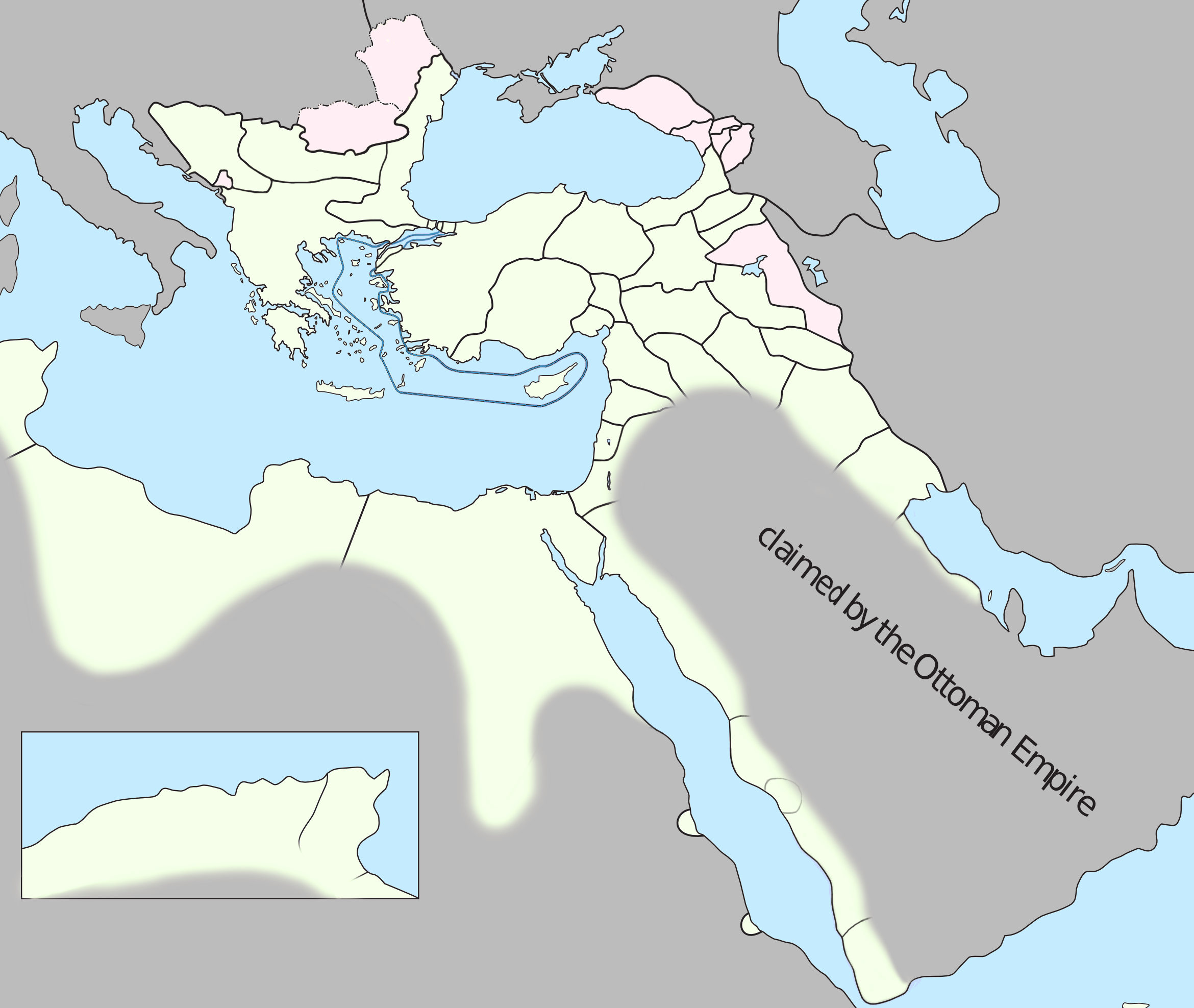
Eyalets el 1795

### Eyalats (1362–1864)
Un eyalat era el territori d'una oficina o un  Beylerbeyi , i se subdividien en sandjaks.
Arran de les conquestes entre 1362 i 1400 de Murat I i el seu fill Baiazet I, va sorgir la necessitat d'establir formalment una organització del territori otomà. Durant els primers anys del regnat de Baiazet, es van establir els dos primers eyalats: l'Eyalat de Rumèlia, que comprenia totes les terres conquerides a Europa, i l'Eyalat d'Anatòlia, que comprenia totes les conquestes a l'Àsia Menor. Amb l'expansió cap a l'est dels regnes de Baiazet en la dècada del 1390, va arribar a existir un tercer eyalat, l'Eyalat de Rum, que tenia com a ciutat principal Amasya. Aquest va esdevenir la seu del govern del fill menor de Baiazet, Mehmet I, i hauria de seguir sent una residència de governadors principescos fins al segle xvi.
En 1395, Baiazet I va executar l'última tsar xixmànida del Segon Imperi Búlgar, i va annexar el seu regne a l'Eyalat de Rumèlia. En 1461, Mehmet II va expulsar els últims de la dinastia dels Isfendyàrides del Beylik de Sinope, i va concedir terres prop de Bursa a canvi del seu territori hereditari. El principat isfendyàrida va esdevenir un districte de l'Eyalat d'Anatòlia. En 1468, es va establir l'Eyalat de Karaman, arran de l'annexió de l'abans independent principat de Karaman. Mehmet II va nomenar el seu fill Mustafà com a governador del nou eyalat, amb capital a Konya.
El segle xvi fou testimoni del major increment en el nombre d'eyalats, en gran part gràcies a les conquestes de Selim I i Solimà I que van requerir incorporar el nou territori a l'estructura de l'Imperi, i en part a través de la reorganització del territori existent. Una llista datada en 1527 mostra fins a vuit eyalats, amb els eyalats d'Egipte, Síria, Diyarbekir i Kurdistan afegits als quatre originals. L'últim Eyalat, però, no va sobreviure com a entitat administrativa. Les conquestes de Solimà a l'est de Turquia, a l'Iraq ia Hongria també van donar lloc a la creació de nous eyalats.
L'antic principat de DulkadIr va esdevenir L'Eyalat de Dulkadir, un cert temps després del seu annexió el 1522. Després de la campanya iraniana de 1533-1536, els nous eyalats d'Erzurum, Van, Xehrizor i Bagdad custodiaven la frontera amb l'Iran. El 1541 es va crear l'Eyalat de Buda amb una part de l'antic Regne d'Hongria. L'Eyalat de les Illes va ser creat per Solimà I especialment per Khair ed-Din Barba-rossa en 1533, separant districtes de les costes i illes de l'Egeu que havien estat prèviament part dels eyalats de Rumèlia i d'Anatòlia, i unint-los com a eyalat independent.
En 1580, Bòsnia, anteriorment un districte de Rumèlia, va esdevenir un eyalat per dret propi, presumiblement a causa de la seva posició d'importància estratègica a la frontera amb els Habsburg. Consideracions similars van portar a la creació de l'Eyalat de Kanizsa a partir dels districtes adjacents a aquesta fortalesa fronterera, que havien caigut en mans dels otomans en 1600. En el mateix període, l'annexió dels districtes de Rumèlia al baix Danubi i a la costa del mar Negre, i la seva addició als territoris compresos entre el Danubi i el Dnièper al llarg de la mar Negra, va donar lloc a l'Eyalat d'Otxàkiv. Al mateix temps, a la costa sud-oriental del mar Negre, es va formar l'Eyalat de Trebisonda. L'objectiu d'aquesta reorganització, i especialment la creació de l'Eyalat d'Özi, presumptament va ser millorar les defenses dels ports del mar Negre contra els cosacs.
Cap a 1500, els quatre eyalats centrals de l'Imperi, Rumèlia, Anatòlia, Rum i Karaman, estaven sota govern directe. Valàquia, Moldàvia i el Kanat de Crimea, els territoris en els quals Mehmet II havia aconseguit la seva sobirania, van romandre sota el control de dinasties natives tributàries del sultà. Així també ho va fer el Regne d'Hongria després de la batalla de Mohács (1526). Ja en 1609, d'acord amb la llista d'Ayn Ali, hi havia 32 eyalats. Alguns d'ells, com Trípoli, Xipre o Tunísia, van ser botí de conquesta. D'altres, però, van ser productes de divisions administratives.

### Vilayats (1864–1922)

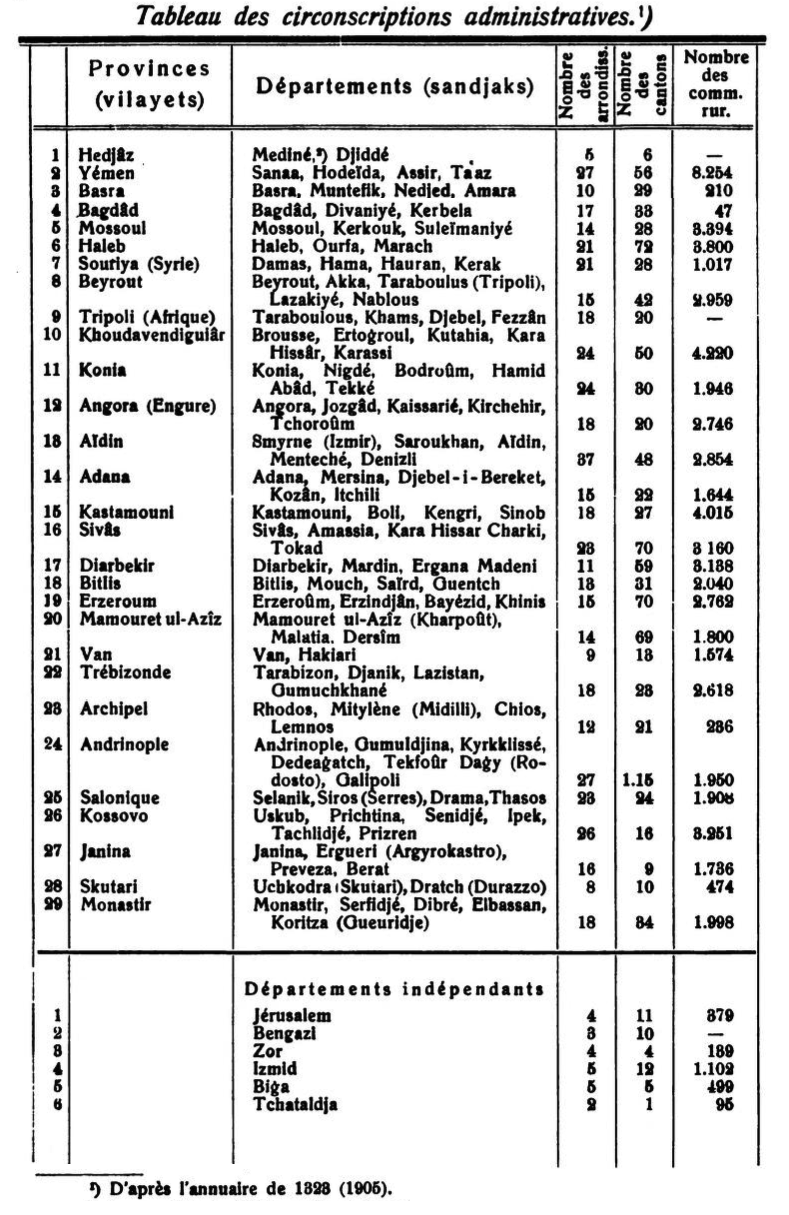
Taula de divisions administratives otomanes el 1905 (taula publicada el 1908)

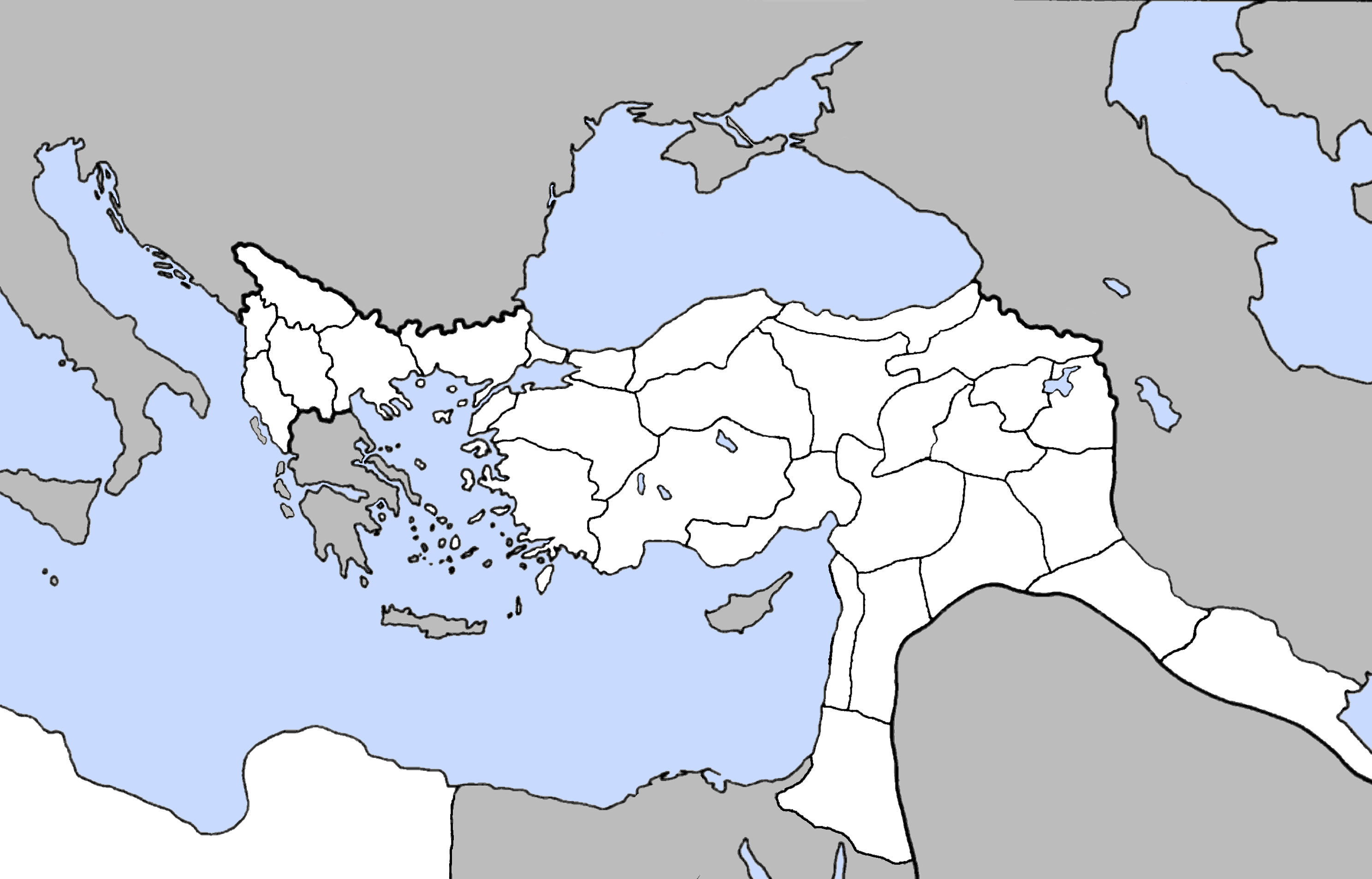
Vilayets, entre 1908 i 1912

Els vilayats foren introduïts amb la promulgació de la Llei del Vilayat (en turc Teskil-i Vilayet Nizamnamesi) el 1864, com a part de les reformes administratives que estaven sent promulgades per tot l'imperi.
A diferència del sistema anterior d'eyalet, la llei de 1864 estableix una jerarquia d'unitats administratives: el vilayet, liva o sandjak, kaza i consell del llogaret, a la qual va afegir la Llei de Vilayet del 1871 la nahiye. La llei de 1864 també establia les responsabilitats del governador (wali) del vilayet i llurs consells. Alhora, la llei deixa als governadors un vast camp d'acció independent, així com la responsabilitat, com a part d'un sistema destinat a aconseguir un alt grau d'eficiència en el govern de les províncies.
El nou sistema provincial no podia introduir-se a totes les províncies al mateix temps, a causa tant de la insuficiència de fons com de la manca d'experiència en l'administració de la nova llei. Per tant, el nou Vilayet de Tuna (Vilayet del Danubi), compost pels antics eyalets de Silistra, Vidin i Niš, va ser seleccionada per a ser el projecte pilot. Mithat Paixà i Ahmed Jevdet Paixà tingueren especial èxit en l'aplicació de la nova llei en els vilayets del Danubi i Alep, respectivament.
En 1865 els quatre vilayets de Danubi, Alep, Erzurum i Bòsnia estaven totalment organitzats i en funcionament. Els vilayets de Damasc, Tripolitana i Edirne i l'any següent El 1867, es van organitzar 13 nous vilayets, incloent Bursa, Esmirna, Tresbisonda, Salonica, Prizren i İşkodra, amb una Creta autònoma organitzada en forma de vilayet per Mehmet Emin Âli Paixà el 1871. A la fi de 1876 el nou sistema provincial estava en funcionament a tot l'imperi, amb l'única excepció de la Península Aràbiga i províncies autònomes com Egipte.
Mahmud Nedim Paixà reduí la mida d'algunes de les províncies més grans, i així va prendre Sofia al Vilayet del Danubi, Şebinkarahisar a Trabzon, i Maraix a Adana i en feu províncies separades, i també va prendre Hercegovina de Bòsnia i la va unir amb Novi Pazar en una nova província.

## Divisions de segon nivell (sandjaks)
Les províncies (eyalets, posteriorment vilayets) foren dividides en sandjaks (també anomenades liva) governades per sandjakbegis (també anomenats mutasarrifs) i posteriorment foren subdividides en timars (feus detinguts per timariots), kadiluks (l'àrea de responsabilitat d'un jutge o cadi) i zeamets (també ziam; timars més amplis).

## Governadors

### Beglerbegi
El mot turc per a governador-general és beglerbegi o beylerbey, que significa ‘senyor de senyors'. En temps de guerra, s'aplegaven sota el seu nivell i lluitaven com una unitat en l'exèrcit del sultà. No obstant això, com a governador territorial, el beylerbey ara tenia responsabilitats més àmplies. Jugava un paper principal en l'assignació dels feus en el seu eyalet, i tenia la responsabilitat de mantenir l'ordre i impartir justícia. La seva casa, igual que les del sultà a la capital, era el centre polític de l'eyalet. A mitjan segle xvi, a més dels principats del nord del Danubi, tots els eyalets van quedar sota el domini directe del sultà. Els beylerbeys eren tots designats per ell, i els podia destituir o transferir a voluntat. El seu mandat era limitat: les governacions no eren hereditàries, i ningú podia servir de per vida.
El càrrec de beylerbey era el més prestigiós i el més rendible del govern provincial, i fou d'entre els beylerbeys que el sultà gairebé sempre triava els seus visirs. També hi havia, pel que sembla, una jerarquia entre els mateixos governadors. El principal va ser el beylerbey de Rumèlia que, des de 1536, tenia dret a seure al Consell Imperial. La precedència entre la resta, segons Ayn Ali el 1609, seguia l'ordre en què van ser conquistats els eyalets, encara que no aclareix si aquest rànquing tenia quelcom més que un significat cerimonial. No obstant això, abans de 1650, es va produir un altre esdeveniment. Durant aquest període, a la pràctica es van començar a nomenar alguns beylerbeys amb rang de visir. Un governador visieral, segons el canceller Abdurrahman Nureddin Paşa el 1676, tenia poder sobre els governadors d'eyalets confrontants que 'haurien de recórrer a ell i obeir les seves ordres'. A més, "quan els beylerbeys amb visierats són destituïts del seu eyalet, escolten demandes i segueixen exercint el comandament visieral fins que arriben a Istanbul".

### Sandjakbegi
El càrrec de sandjak-bey o sandjakbegi s'assemblava al de beylerbey en una escala més modesta. Igual que el beylerbey, el sanjak-bey treia els seus ingressos d'una prebenda, que consistia generalment en ingressos procedents dels pobles, molls i ports dins dels límits del seu sandjak.
Igual que el beylerbey, el sanjak-bey també era un comandant militar. El terme sandjak / sanjak significa "bandera" o "estàndard" i, en temps de guerra, els soldats de cavalleria que mantenien feus en el seu sanjak, es reunien sota la seva bandera. Les tropes de cada sanjak, sota el comandament del seu governador, a continuació, es reunien en un exèrcit i lluitaven sota la bandera del beylerbey de l'eyalet. D'aquesta manera, l'estructura de comandament en el camp de batalla s'assemblava a la jerarquia de govern provincial. Dins del seu propi sanjak, un governador era responsable, sobretot, de mantenir l'ordre i, amb la cooperació dels titulars de feu, detenir i castigar els malfactors. Per a això, en general rebia la meitat de les multes imposades als malfactors, i el titular del feu a les terres del qual el delicte havia tingut lloc rebia l'altra meitat. Els governadors del sanjak també tenien altres funcions: per exemple, la recerca dels bandits, la investigació dels heretges, la provisió de subministraments per a l'exèrcit, o l'enviament de materials per a la construcció naval, tal com ordenava el sultà.
Algunes províncies, com Egipte, Bagdad, Abissínia i Lahsa (les províncies salyane) no van ser subdividides en sanjaks i timars. L'àrea governada per un agha va ser sovint coneguda com a agaluk. El terme arpalik (turc arpalık),o arpaluk, es refereix a una gran propietat (és a dir, un sandjak) atribuïda a titular de càrrec superior, o a algun marcgravi, com a arranjament temporal abans que fossin nomenats en certa posició adequada. L'ordi en turc és conegut com a arpa, i el sistema feudal a l'Imperi Otomà emprava el terme arpalik, o "ordi-diners", per referir-a una segona assignació feta als funcionaris per compensar els costos de farratges per als seus cavalls (per cobrir les despeses de manteniment d'una petita unitat de cavalleria).